# Grammy Latino para Melhor Álbum Vocal Pop Masculino
O Grammy Latino para Melhor Álbum Vocal Pop Masculino foi uma das categorias do Grammy Latino, uma cerimônia estabelecida em 2000, tratada como uma versão latina do Grammy Award. Nesta categoria, o prêmio é atribuído às melhores qualidades vocais e instrumentais de álbuns de artistas masculinos.As várias categorias são apresentadas anualmente pela Latin Academy of Recording Arts & Sciences dos Estados Unidos, formada por profissionais e técnicos da música que buscam reconhecer gravações latinas lançadas em todo o mundo.
Em 2000, a categoria era conhecida como Melhor Performance Vocal Pop Masculina, atribuindo o prêmio para singles e faixas. Nos anos seguintes, o prêmio foi apresentado como Melhor Álbum Vocal Pop Masculino. Os indicados para a categoria eram diversos, incluindo cantores da Argentina, Brasil, Colômbia, Itália, México, Porto Rico e dos Estados Unidos.
O primeiro prêmio foi atribuído ao cantor mexicano Luis Miguel, para a canção "Tu Mirada", quando a categoria ainda era apresentada como Melhor Performance Vocal Pop Masculina. O cantor voltou a ser indicado em 2001 e 2004 com os respectivos álbuns Vivo e 33. No Es Lo Mismo e Paraíso Express (de Alejandro Sanz); Adentro, de Ricardo Arjona; e La Vida... Es un Ratico, de Juanes receberam o prêmio nos anos seguintes. Contudo, Sanz é o maior vencedor da categoria, totalizando três prêmios, enquanto Marc Anthony, Alejandro Lerner e Marco Antonio Solís dividem o recorde de maior número de indicações sem vitória, com três menções cada um. 

## Vencedores e indicados
| Ano  | Vencedor         | Nacionalidade | Obra                        | Indicados | Ref.   |
| ---- | ---------------- | ------------- | --------------------------- | --- | ------ |
| 2000 | Luis Miguel      | México        | "Tu Mirada"                 | - Marc Anthony – "Dímelo" - Alejandro Fernández – "Quiéreme" - Ricky Martin – "Bella" - Carlos Vives – "Fruta Fresca"                          | [ 4 ]  |

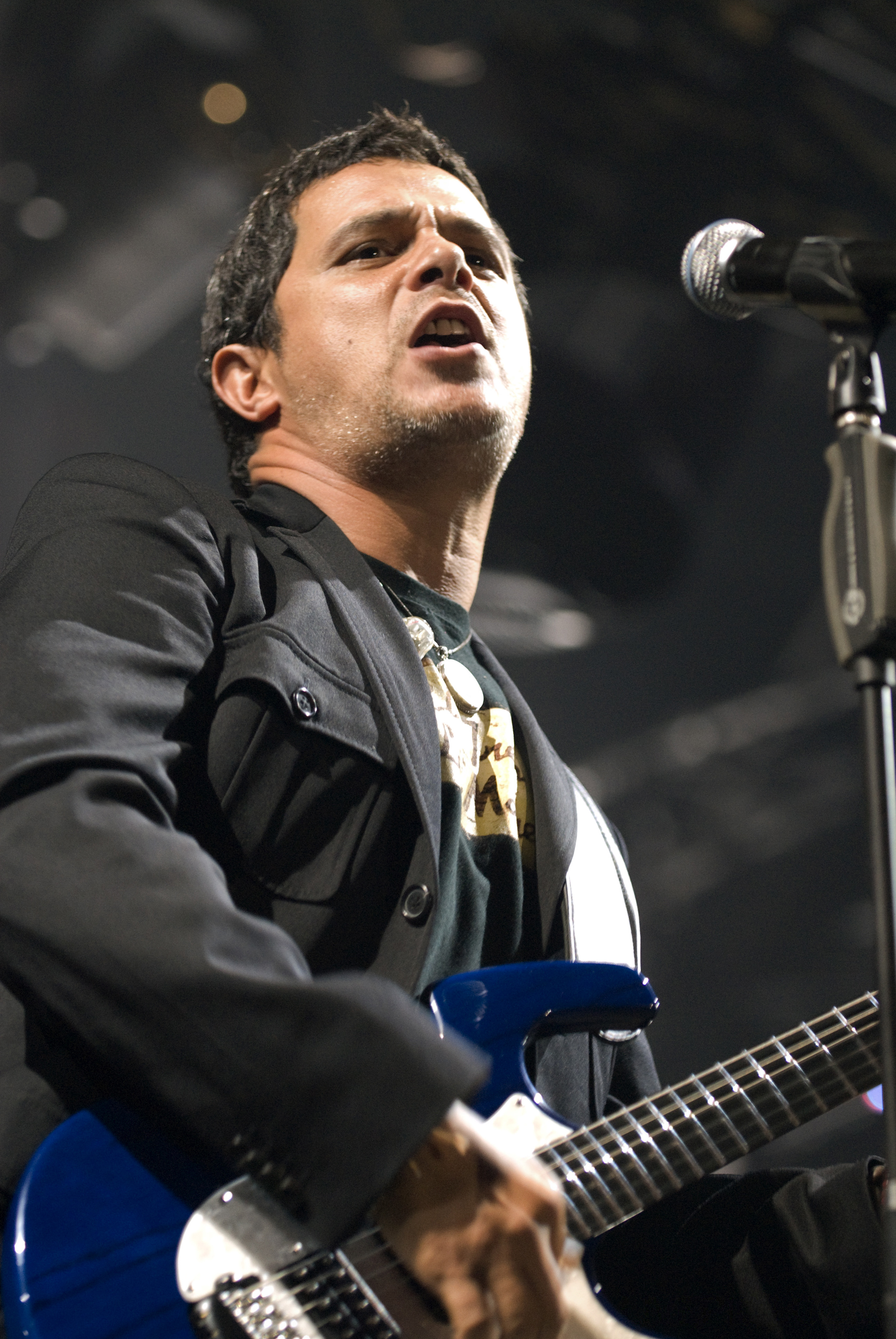
Alejandro Sanz, o maior vencedor da categoria.

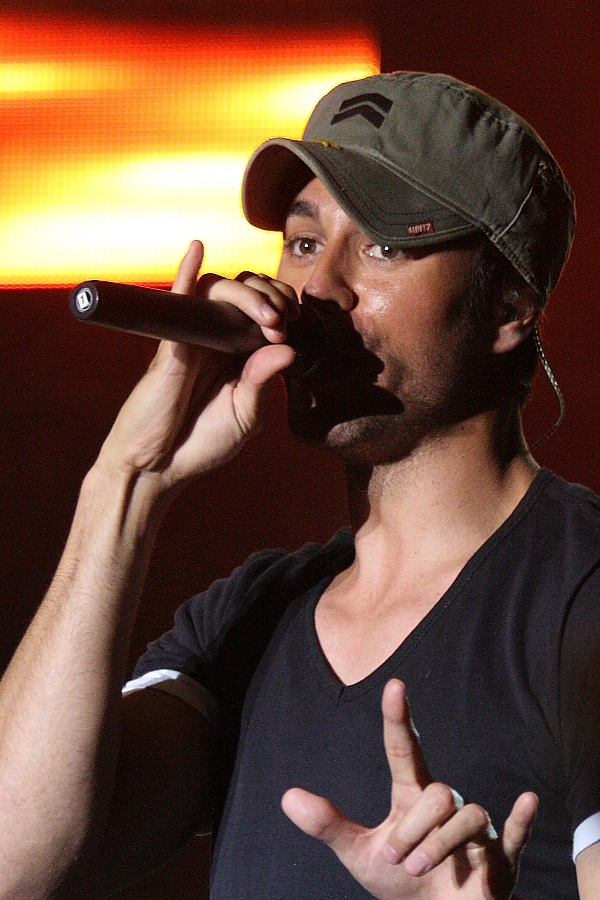
Enrique Iglesias foi vencedor em 2003.

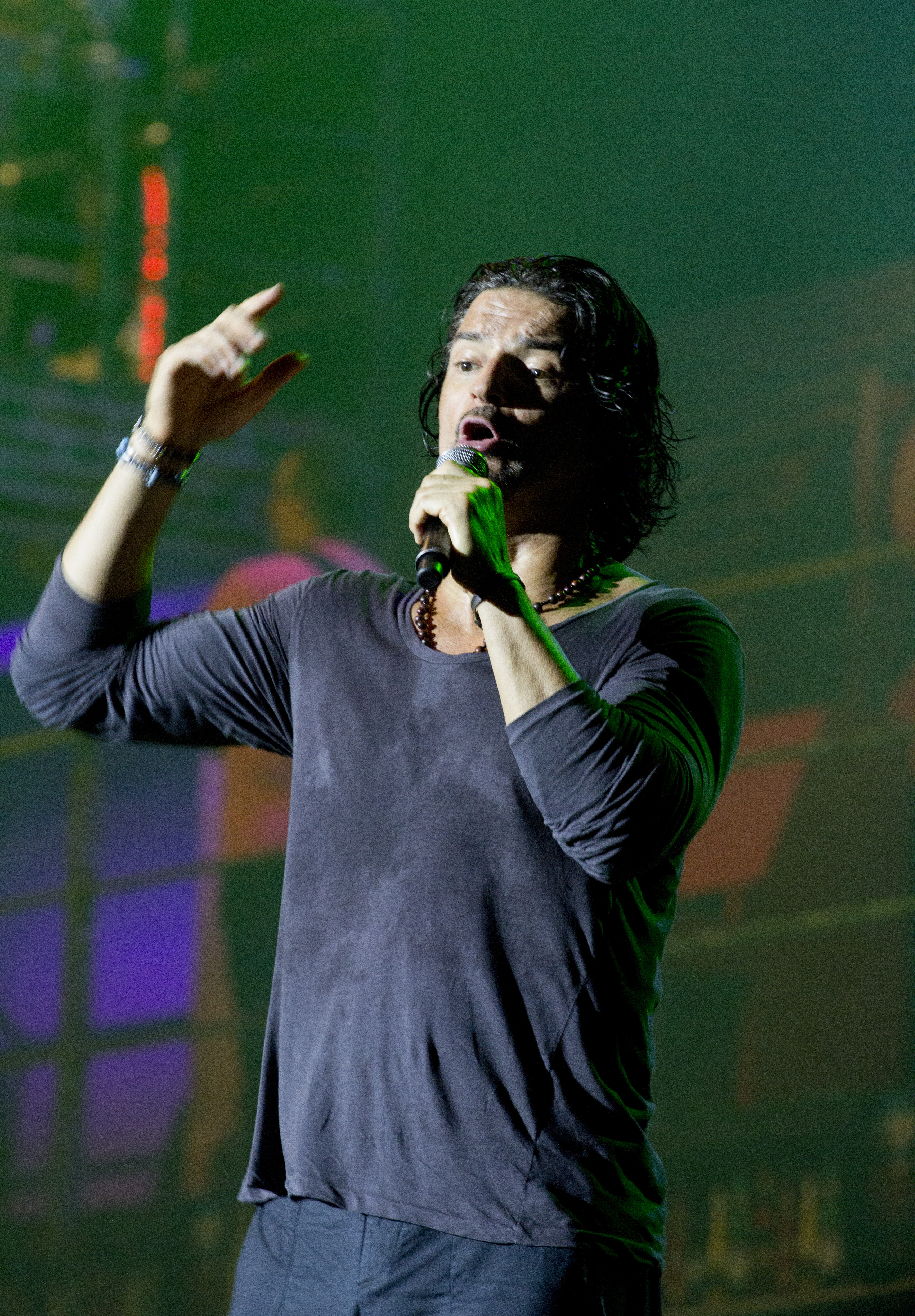
Ricardo Arjona, vencedor em 2006 e indicado em 2003 e 2008.

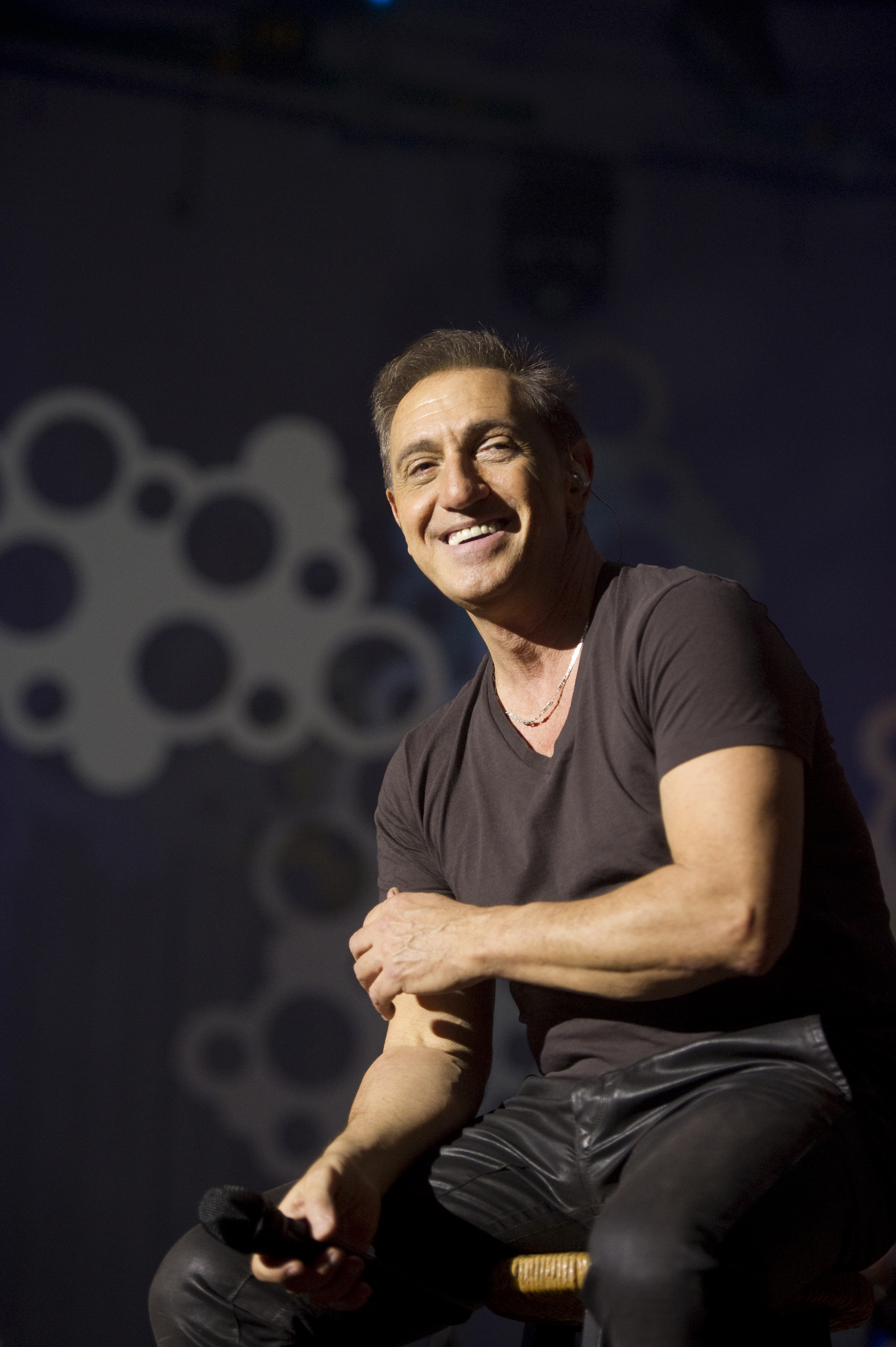
Franco De Vita, o último vencedor da categoria.

| 2001 | Alejandro Sanz   | Espanha       | El Alma al Aire             | - Pedro Guerra – Ofrenda - Luis Miguel – Vivo - Alejandro Lerner – Si Quieres Saber Quién Soy - Antonio Vega – De un Lugar Perdido             | [ 5 ]  |
| 2002 | Miguel Bosé      | Panamá        | Sereno                      | - Jorge Drexler – Sea - Alejandro Lerner – Lerner Vivo - Marco Antonio Solís – Más de Mi Alma - Gian Marco Zignago – A Tiempo                  | [ 6 ]  |
| 2003 | Enrique Iglesias | Espanha       | Quizás                      | - Ricardo Arjona – Santo Pecado - David Bisbal – Corazón Latino - Alexandre Pires – Estrella Guía - Joan Manuel Serrat – Versos en La Boca     | [ 7 ]  |
| 2004 | Alejandro Sanz   | Espanha       | No Es Lo Mismo              | - Obie Bermúdez – Confesiones - David Bisbal – Bulería - Ricky Martin – Almas del Silencio - Luis Miguel – 33                                  | [ 8 ]  |
| 2005 | Obie Bermúdez    | Porto Rico    | Todo el Año                 | - Marc Anthony – Amar Sin Mentiras - Franco De Vita – Stop - Alejandro Fernández – A Corazón Abierto - Marco Antonio Solís – Razón de Sobra    | [ 9 ]  |
| 2006 | Ricardo Arjona   | Guatemala     | Adentro                     | - Andrea Bocelli – Amor - Chayanne – Cautivo - Luis Fonsi – Paso a Paso - Ricardo Montaner – Todo y Nada                                       | [ 10 ] |
| 2007 | Ricky Martin     | Porto Rico    | MTV Unplugged               | - Miguel Bosé – Papito - Andrés Cepeda – Para Amarte Mejor - Franco De Vita – Mil y Una Historias En Vivo - Aleks Syntek – Lección de Vuelo    | [ 11 ] |
| 2008 | Juanes           | Colômbia      | La Vida... Es un Ratico     | - Ricardo Arjona – Quién dijo ayer - Jeremías – Un día más en el gran circo - Alejandro Lerner – Enojado - Gian Marco Zignago – Desde Adentro  |        |
| 2009 | Fito Páez        | Argentina     | No sé si es Baires o Madrid | - Andrés Cepeda – Día Tras Día - Francisco Céspedes – Te Acuerdas... - Coti – Malditas Canciones - Álex Ubago – Calle Ilusión                  |        |
| 2010 | Alejandro Sanz   | Espanha       | Paraíso Express             | - Marc Anthony – Iconos - Alex Cuba – Alex Cuba - Joaquín Sabina – Vinagre y rosas - Aleks Syntek – Métodos de Placer Instantáneo              |        |
| 2011 | Franco De Vita   | Venezuela     | En Primera Fila             | - Pablo Alborán – Pablo Alborán - Reyli Barba – Bien Acompañado - Cristian Castro – Viva el Príncipe - Marco Antonio Solís – En Total Plenitud | [ 12 ] |